# Reppenstedt
Reppenstedt ist eine Gemeinde und der Verwaltungssitz der Samtgemeinde Gellersen im Landkreis Lüneburg in Niedersachsen.

## Geografie
Die Ortschaft hat den Charakter einer Vorortgemeinde und bildet mit den Orten Adendorf, Vögelsen, Bardowick sowie Deutsch Evern und Wendisch Evern einen dichter besiedelten Bereich um die Kernstadt Lüneburg mit zusammen rund 30.000 Einwohnern (mit der Kernstadt etwa 103.500 Einwohner).

### Geografische Lage
Die Gemeinde liegt etwa 700 Meter westlich der Stadt Lüneburg. Die Ortslage wird von Lüneburg durch Ackerflächen getrennt, die nach inzwischen eingestellten Planungen die Trasse für eine westliche Lüneburger Umgehungsstraße aufnehmen sollten.

### Gemeindegliederung
Zu Reppenstedt gehört der Ortsteil Dachtmissen.

## Geschichte
Die erste schriftliche Überlieferung des Ortsnamens als Repinstid entstammt einer Urkunde von 1197, bevor bereits 1234 hieraus Reppenstedt wurde. Das Dorf bestand ursprünglich aus mindestens vier Vollhöfen und einem adeligen Gutshof.
Wichtige Voraussetzung für die Entwicklung von Reppenstedt bildete der Bau der so genannten Alten Lüneburger Landwehr von 1397 bis 1406. Am Durchlass der Landwehr im Dorf wurde ein Landwehrhaus, die Ulensborg/Eulenburg, mit einem Turm und zwei Schlagbäumen errichtet.

### Eingemeindungen
Am 1. März 1974 wurde die Nachbargemeinde Dachtmissen eingegliedert.

### Abtretungen
Am 1. März 1974 wurde ein Gebiet (Gut Wienebüttel + ehemaliges Pflegerdorf) mit fast 300 Einwohnern an die Kreisstadt Lüneburg abgetreten.

## Politik
Die Gemeinde Reppenstedt gehört zum Landtagswahlkreis 49 Lüneburg und zum Bundestagswahlkreis 38 Lüchow-Dannenberg–Lüneburg.

### Gemeinderat
- SPD: 6
- SOLI: 1
- Grüne: 6
- FDP: 2
- CDU: 6

Der Gemeinderat ist nach der Kommunalverfassung das oberste Organ der Gemeinde und wird alle fünf Jahre von den wahlberechtigten Bürgern gewählt. Der Rat der Gemeinde Reppenstedt setzt sich aus 21 Abgeordneten zusammen. Zuletzt wurde der Gemeinderat am 12. September 2021 neu gewählt. Das Ergebnis führte zu folgender Sitzverteilung:
| Partei / Liste    | Stimmenanteil | Sitze |
| CDU               | 30,23 %       | 6     |
| SPD               | 26,38 %       | 6     |
| Grüne             | 27,53 %       | 6     |
| FDP               | 8,79 %        | 2     |
| SOLI* Reppenstedt | 7,07 %        | 1     |

* Sozial-ökologische Liste
Die Fraktionen SPD und Grüne sowie SOLI Reppenstedt bilden die Mehrheitsgruppe SPD/Grüne/SOLI. Die Fraktionen CDU und FDP bilden die Gruppe CDU/FDP.
Der Gemeinderat hat in seiner konstituierenden Sitzung am 11. November 2021 neben dem Hauptausschuss (Verwaltungsausschuss) mit sieben Mitgliedern einen weiteren Ausschuss (Bau-, Umwelt-, Mobilitäts- und Planungsausschuss) mit ebenfalls sieben Mitgliedern gebildet:

### Bürgermeister
Der derzeitige Bürgermeister von Reppenstedt ist Christian Purps (SPD).

### Wappen
Durch die im Bereich der Gemeinde noch existente Alte Lüneburger Landwehr wird diese zum prägenden „Wahrzeichen des Reppenstedter Wappens“. Sie wird dargestellt in Form einer fünfmal gewellten, schräg verlaufenden „Teilungslinie des Wappenschildes“. Mit dem Hufeisen im Wappen wird auf die Gemeindezugehörigkeit zu Niedersachsen Bezug genommen. Die Eichenblätter sind Symbol für „die angestammte niedersächsische Bevölkerung und weisen auf die Zugehörigkeit der Gemeinde Reppenstedt zur Samtgemeinde Gellersen hin“. An diejenigen Mitbürger, die nach  Flucht oder Vertreibung aus ehemaligen  deutschen Ostgebieten ihre Heimat verloren hatten und die kurz vor oder nach Ende des Zweiten Weltkrieges in dem Bereich der heutigen Samtgemeinde Gellersen – überwiegend in Reppenstedt – eine neue Heimat finden konnten, erinnert schließlich das „silberne Wappenschild mit dem Hochkreuz (Deutsches Ostkreuz)“.

### Gemeindepartnerschaften
Im Jahr 2003 schloss sich Reppenstedt der Gemeindepartnerschaft an, die seit 1993 zwischen den Gemeinden Kirchgellersen, Südergellersen und Westergellersen einerseits und den französischen Gemeinden Ambrumesnil, Longueil, Quiberville und Ouville-la-Rivière in der Normandie andererseits besteht.

## Kultur und Sehenswürdigkeiten
Die Lüneburger Landwehr, eine historische Wallanlage aus dem 14. Jahrhundert, führt durch Reppenstedt. Einen besonderen Eindruck über den Aufbau und die Größe der Anlage bietet der bewaldete Abschnitt zwischen dem Reppenstedter Ortskern und Bardowick. Zwischen dem Ortskern und ca. 300 Meter südlich von Reppenstedt ist die Wallanlage weitgehend zerstört worden. Ein unbefestigter Wald- und Radweg vom Reppenstedts Zentrum bis Bardowick ermöglicht es, die nördliche Strecke zu besichtigen.

## Verkehr
Reppenstedt liegt an der Landesstraße 216, der Ortsteil Dachtmissen an der Kreisstraße 50. Es besteht ein dichter Busverkehr nach Lüneburg. Es handelt sich um die Linien der Kraftverkehr GmbH (KVG). Im Rahmen des Hamburger Verkehrsverbund (HVV) können durchgehende Fahrscheine nach Hamburg gelöst werden. Als Ergänzung zum ÖPNV steht eine Carsharing-Station und das Anrufsammel-Mobil bzw. Anruf-Sammel-Taxi zur Verfügung.
Seit 2022 gibt es am Rande des Landwehrplatzes eine StadtRAD-Station mit 10 Fahrrädern. Das Fahrradleihsystem besteht im Verbund mit StadtRAD Hamburg.